# L'Innocence entre le Vice et la Vertu
L'Innocence entre le Vice et la Vertu est une peinture d'histoire de Marie-Guillemine Benoist exposée pour la première fois à Paris au Salon de 1791.

## Description
Une jeune femme blonde vêtue d'une tunique antique blanche, représentant l'Innocence, est entraînée à droite par la Vertu, personnifiée par une femme enveloppée dans un long manteau bleu vers un temple en haut d'une montagne, tandis qu'à gauche, le Vice, sous les traits d'un jeune homme, tente de la retenir par son voile.

## Historique
Le tableau, conservé par l'artiste, passe après sa mort dans sa descendance. En 1914, au moment où Marie-Juliette Ballot publie la première monographie consacrée à Marie-Guillemine Benoist, l'œuvre était la propriété de son arrière-petite-fille, Thérèse Benoist d'Azy (1858-1940), marquise de l'Espinay, épouse de Zénobe Alexis de Lespinay, qui le conservait alors dans son château d'Azy. Par l'intermédiaire de sa fille Jacqueline de Lespinay (1889-1977), mariée à Léopold de Croÿ, prince de Croÿ-Solre, la peinture passe ensuite aux Croÿ-Solre,.
Le 9 décembre 2000, L'Innocence entre le Vice et la Vertu est vendu aux enchères à Paris pour l'équivalent selon Artnet de 53 585 dollars.

## Expositions
- Salon, Paris, musée du Louvre, 1791, no 273[6].
- Exposition des femmes peintres du XVIIIe siècle, Paris, hôtel des Négociants, 14 mai 1926 - 6 juin 1926, no 2[2].
- Women Artists: 1550-1950, Los Angeles, Los Angeles County Museum of Art (LACMA), 23 décembre 1976 - 13 mars 1977, no 70[6],[7].
- Sklavin oder Bürgerin? Französische Revolution und Neue Weiblichkeit 1760–1830, Francfort-sur-le-Main, Historisches Museum Frankfurt, 1989 no 11.15[6].